# Poppy Drayton
Poppy Gabriella Drayton (Surrey, 1991. június 7. –) brit színésznő. 

## Élete és pályafutása
Első kisebb szerepét 2012-ben kapta az Emily című rövidfilmben, nagyobb ismertséget azonban a 2013-as When Calls the Heart című tévéfilmben szerzett. Ugyanebben az évben vendégszerepelt a Downton Abbey egyik epizódjában, ahol Madeleine Allsopp szerepében tűnt fel.
2014-ben a Brown atya, a Kisvárosi gyilkosságok és a Plebs című TV sorozatok egy-egy epizódjában, valamint a Down Dog című vígjátékban szerepelt. 2015-ben két filmes mellékszerepben láthattuk: az Unhallowed Ground és a Writers Retreat című horrofilmekben tűnt fel. Ugyanebben az évben szerepet kapott a Terry Brooks könyveit feldolgozó Shannara – A jövő krónikája című sorozatban, mely 2016 januárjában került képernyőre.

## További információ
- Poppy Drayton a PORT.hu-n (magyarul)
- Poppy Drayton az Internetes Szinkronadatbázisban (magyarul)
- Poppy Drayton az Internet Movie Database-ben (angolul)
- Poppy Drayton a Rotten Tomatoeson (angolul)
- Poppy Drayton - Bio, Facts, Family | Famous Birthdays. Famous Birthdays. (Hozzáférés: 2016. november 23.)